# Hana (Hawaï)
Pour les articles homonymes, voir Hana.
Hana ou Hāna est une zone de recensement (census-designated place ou CDP) du comté de Maui à Hawaï.

## Démographie
| Groupe            | Hana | Hawaï | États-Unis |
| ----------------- | ---- | ----- | ---------- |
| Métis             | 42,8 | 23,6  | 2,9        |
| Océaniens         | 29,1 | 10,0  | 0,2        |
| Blancs            | 22,2 | 24,7  | 72,4       |
| Asiatiques        | 5,0  | 38,6  | 4,8        |
| Autres            | 0,8  | 1,3   | 6,2        |
| Amérindiens       | 0,1  | 0,3   | 0,9        |
| Afro-Américains   | 0,1  | 1,6   | 12,6       |
| Total             | 100  | 100   | 100        |
|                   |      |       |            |
| Latino-Américains | 9,8  | 8,9   | 16,7       |

Selon l'American Community Survey, pour la période 2011-2015, 95,48 % de la population âgée de plus de 5 ans déclare parler l'anglais à la maison, 3,43 % déclare parler une langue polynésienne et 1,09 % le japonais.
| 2000 | 2010  | - | - | - | - |
| ---- | ----- | - | - | - | - |
| 888  | 1 235 | - | - | - | - |